# Brazz Brothers
The Brazz Brothers (ibland kallad Brass Brothers, Brazz Brør eller Brazz Bros) är en norsk brassgrupp som varit verksamma sedan 1981 då de startade som en traditionell brasskvintett på den norska ön Sula. De släppte sin första skiva 1987 och efter det har gruppen blivit en internationell, framgångsrik grupp som turnerat världen runt. Gruppen består av Runar Tafjord (valthorn), Stein Erik Tafjord (tuba), Jan Magne Førde (trumpet, flygelhorn), Helge Førde (trombon), Jarle Førde (trumpet, flygelhorn) och svensken Marcus Lewin på trummor. Lewin ersatte Brazz Brothers tidigare trummis Egil Johansen efter att Johansen avlidit 1998. Nuvarande (2010) slagverkare är Kenneth Ekornes.

## Medlemmar
Nuvarande medlemmar
- Jan Magne Førde – trumpet, flygelhorn (1981– )
- Runar Tafjord – valthorn (1981– )
- Helge Førde – trombon (1981– )
- Stein Erik Tafjord – tuba (1981– )
- Kenneth Ekornes – trummor (2009– )
- Kåre Nymark Jr. – trumpet, flygelhorn (2015– )

Tidigare medlemmar
- Egil Johansen – trummor (1985–1998; död 1998)
- Marcus Lewin – trummor (1998–2009)
- Jarle Førde – trumpet, flygelhorn (1981–2014)

## Diskografi
Album
- 1987 – Brazzy Landscapes
- 1989 – Live at Oslo Jazzhus
- 1992 – Norwegian Air
- 1993 – AfroBrazz
- 1994 – All Included
- 1995 – Juleferga
- 1996 – The Brazz Brothers and Dutch Marine Band
- 1996 – Brazzy Voices
- 1997 – Roll Tide Roll
- 1998 – New Orleans Parade
- 1998 – Towards the Sea
- 1999 – Ngoma
- 2000 – Aftenvind (med Povl Dissing)
- 2001 – Aquarium
- 2003 – Live in Cape Town (med Women Unite)
- 2004 – African Marketplace
- 2004 – Rosalina (med Benny Andersen och Povl Dissing)
- 2007 – VågåBlot (med Vågå Spelmannslag)
- 2011 – 2011 - Celebrating 30th Anniversary

Singlar/EP
- 1994 – "Hallelujah, I Love her So"
- 1997 – "Roll Tide Roll"
- 1999 – "Kongolela (Edit)" (med Anna Lewin)
- 2001 – "Salmo Salar"

## Priser och utmärkelser
- 2000 – Sildajazzprisen[2]
- 2007 – Gammleng-prisen i klassen "jazz"[3]